# Henri Deterding

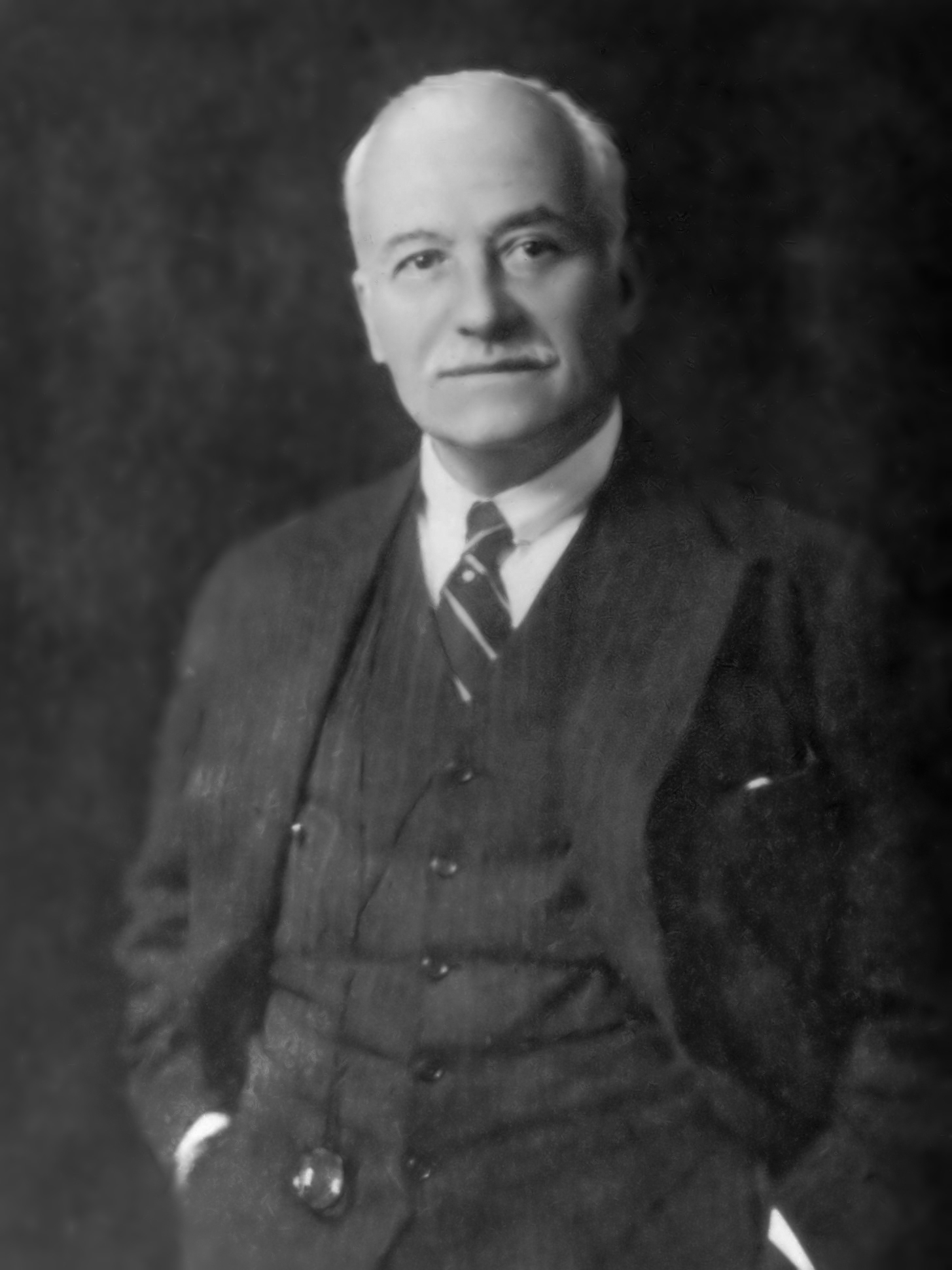
Henri Deterding

Henri Wilhelm August Deterding, KBE (* 19. April 1866 in Amsterdam; † 4. Februar 1939 in St. Moritz) war ein niederländischer Industrieller. Als Hauptaktionär des Shell-Konzerns war er zu seiner Zeit einer der reichsten Männer der Welt. Er galt als der „Napoleon des Erdöls“.

## Leben
Deterding wurde als viertes von fünf Kindern einer Seefahrerfamilie in Amsterdam geboren. Sein Vater war Kapitän eines Handelsschiffes und starb, als Deterding sechs Jahre alt war. Dadurch geriet die Familie in finanzielle Schwierigkeiten, so dass er nur bis zum Alter von 16 Jahren die Höhere Bürgerschule besuchen konnte. Anschließend trat er eine Ausbildung bei der Twentsche Bank an. Er zeigte alsbald eine Begabung für den Umgang mit Zahlen. Da seine Aufstiegschancen im Bankgewerbe gering erschienen, suchte er nach einer Alternative. Er bewarb sich auf eine Stelle in Niederländisch-Indien und wurde 1888 in einer Filiale der Niederländischen Handelsgesellschaft in Medan angenommen.
Am 15. Mai 1896 nahm Deterding eine Position bei einer Erdöl-Gesellschaft an, deren Geschäftsführer zu diesem Zeitpunkt Jean Baptiste August Kessler war. Es war ein mineralölförderndes oder nach Petroleumquellen suchendes Unternehmen mit dem Namen „N.V. Koninklijke Maatschappij tot Exploitatie van Petroleumbronnen in Nederlandsch-Indie (K.N.M.E.P.)“. Ehe Kessler im Jahr 1900 starb, übertrug er Deterding die Leitung des Unternehmens bis zur Mündigkeit seines eigenen Sohnes August Kessler junior. Zu jener Zeit wurde die Standard Oil Company auf Deterdings Geschäft aufmerksam und versuchte, dieses aufzukaufen. Deterding lehnte jedoch ab und berief sich dabei auf das Testament Kesslers.
Er lernte Marcus Samuel kennen, der die Shell Transport and Trading Company gegründet hatte und das Wohlwollen der Rothschilds als internationales Bankenhaus genoss, das sich stark im Erdölgeschaft in Russland engagierte. Mit ihm tat sich Deterding zusammen. China war seit 20 Jahren eine Domäne Rockefellers gewesen. Deterding konnte hiermit eine logistische Überlegenheit in der Region erlangen und aufgrund dieser Tatsache die Preise der Standard Oil unterbieten. Nach langem Preiskampf teilten sich Shell und Standard Oil schließlich ab 1911 den chinesischen Markt.
Deterding kaufte nun alles an Ölquellen auf amerikanischem Boden, was er bekommen konnte. Da die Standard Oil Company bis dahin auf den Erwerb der Quellen keinen Wert legte, gab es dort viel zu erwerben.
Die Shell-Cie. förderte danach bis zu vierzig Prozent ihres Öls aus dem Boden der USA. Es war Politik Deterdings, Quellen auf anderen Kontinenten zu schonen und zuerst die der Vereinigten Staaten von Amerika zu leeren.
Deterding war Protestant. Er war dreimal verheiratet und hatte fünf Kinder. Seine erste Frau war eine Niederländerin, mit der er zwei Söhne und eine Tochter hatte. Die zweite Frau, die er 1924 heiratete, war die weiße Russin Lydia Pavlovna Koudoyaroff, die Tochter des späteren Generals Paul Koudoyaroff. Die beiden hatten zwei Töchter, darunter Olga (23. August 1926 bis 31. Dezember 1978), die durch ihr Jet-Set-Leben bekannt wurde.
Nachdem die Ehe geschieden war, nahm er im Alter von 70 Jahren Charlotte Mina Knack zur Frau, eine Deutsche, die in seinem Unternehmen als Sekretärin gearbeitet hatte. Die beiden zogen auf Schloss Dobbin bei Krakow am See (Mecklenburg-Vorpommern). Er hatte auch ein Anwesen in St. Moritz, wo er starb. Zu seinen engsten Freunden und Geschäftspartnern zählte Calouste Gulbenkian. Zu seinen privaten Leidenschaften gehörten Hetzjagden in gehobener Gesellschaft, wofür er zuweilen Achnacarry Castle in Schottland mietete.
Im Jahr 1920 wurde er von König Georg V. von Großbritannien ehrenhalber zum Knight Commander des Order of the British Empire geschlagen.

## Finanzielle Unterstützung des Nationalsozialismus
Glyn Roberts schreibt in The most powerful man in the world, dass Deterding schon 1921 von Adolf Hitler beeindruckt gewesen sei und ihm damals durch den Agenten Georg Bell 4 Mio. Niederländische Gulden gespendet habe. Diese Spende wurde 1923 nach dem misslungenen Hitlerputsch beschlagnahmt. Deterding unterstützte finanziell die deutschen Freikorps im Osten und bewaffnete Aufstände in der Sowjetunion. Schon früh finanzierte er Alfred Rosenberg, der ihn 1931 und im Mai 1933 in seinem Landhaus in Buckhorst Park in Ascot besuchte. In Spanien untergrub er zunächst die Zweite Spanische Republik und förderte nach Beginn des Spanischen Bürgerkrieges die Interessen der spanischen Faschisten.
Deterding gründete 1922 die Internationale Gruppe der Ölgesellschaften in Russland und engagierte den Leiter des englischen Militärspionagedienstes George Macdonogh als politischen Berater. Sein Verbindungsmann zur SA war Georg Bell. Unter Deterdings Ägide fanden 1926 und 1927 in London Konferenzen statt, auf denen die Pläne des Industriellen Arnold Rechberg und des Generals Max Hoffmann, einen antisowjetischen Feldzug zu führen, beraten wurden.
1936 erwarb Deterding das Schloss Dobbin in Mecklenburg. Sein persönlicher Freund, der Direktor der Deutschen Bank Emil Georg von Stauß, hatte sein Gut in unmittelbarer Nachbarschaft.
1937 spendete er Hitler 10 Millionen Gulden und dem Winterhilfswerk des Deutschen Volkes 40 Millionen Reichsmark. Joseph Goebbels notierte dazu am 12. Januar 1937 in seinem Tagebuch: „Hilgenfeld berichtet, W.H.W. Deterding hat 40 Millionen gestiftet.“
Außerdem gehörten ihm zunächst 60 Prozent der kaukasischen Erdölvorkommen, von denen er im Zuge der Oktoberrevolution von 1917 enteignet wurde. Mit ungeheuren Summen entfesselte er eine Kampagne gegen den Kauf des „stolen oil“. Deterding soll (gemäß Roberts) der NSDAP bis zu 55 Millionen Pfund gespendet haben. Dokumente sind jedoch (nach Sutton) unauffindbar.
Der Reichsfinanzminister Lutz Graf Schwerin von Krosigk berichtet in seinen Memoiren, dass Hermann Göring oft von seinem „Freunde“ Deterding sprach, der durch seinen Kampf gegen das russische Öl fest mit den Nationalsozialisten verbunden sei. Außerdem, dass, wie ihm erzählt wurde, auf Deterdings Mecklenburger Gut, zwei Bilder im Silberrahmen mit den Widmungen: „Meinem lieben Deterding in Dankbarkeit für Ihre großzügige Spende des Reichsjägerhofs Rominten. Ihr Hermann Göring“, sowie „Sir Henry Deterding im Namen des Deutschen Volkes für Ihre hochherzige soziale Stiftung von einer Million Reichsmark. Adolf Hitler“ standen.

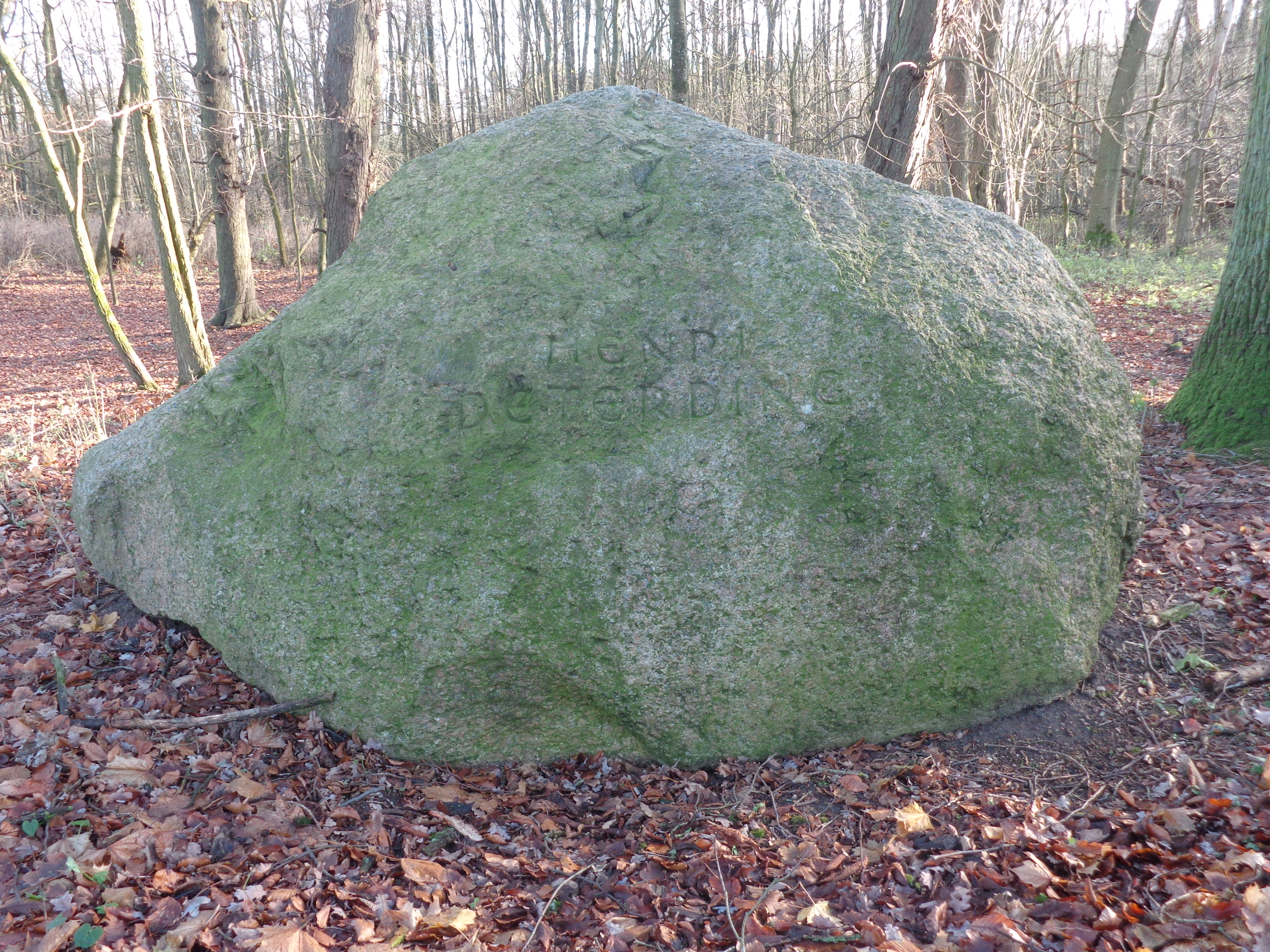
Findling an Deterdings ehemaliger Grabstelle in Dobbin (2015)

Deterding starb mit 72 Jahren in seinem Chalet in St. Moritz an einem Blutgerinnsel.
Sein Leichnam wurde nach Dobbin überführt und in der Reithalle des Schlosses aufgebahrt. Zur Trauerfeier am 10. Februar 1939 kamen seine Familie, Persönlichkeiten des öffentlichen Lebens und der Wissenschaft, Industrielle aus zahlreichen Ländern und NS-Prominenz.

„Die Halle war mit Tannengrün und weißem Flieder ausgeschlagen. Über dem Podium mit dem von Blumen überdeckten Sarg hingen die Fahnen des Dritten Reiches und der Niederlande. Ein Baldachin aus weißem Flieder leuchtete aus dem Halbdunkel, der durch gedämpftes Licht aus roten Pylonen zu beiden Seiten des Sarges belebt wurde. Zwei Förster und ein Leibdiener des Verstorbenen hielten die Ehrenwache.“

Hitler hatte einen Prunkkranz geschickt. In seiner Grabrede pries von Stauß Deterding „als einen der ersten Vorkämpfer gegen den Weltbolschewismus“. Er zitierte die Inschrift der St Paul’s Cathedral: „Wenn du sein Denkmal suchst, dann blicke um dich.“ Beigesetzt wurde Deterding im Wald zwischen Schlosspark und Nebel. Es soll die Festlegung getroffen worden sein, dass am Grabe nur einer sprechen durfte, der Vertreter des Führers. In seinem Auftrag hatte die Neptun Werft ein Feldbahngleis gelegt, über das ein großer Findling an die Stelle gebracht worden war. Die Inschrift HENRI DETERDING ist noch zu erkennen. Eine kreisrunde Zinkgusstafel auf der Rückseite – später entfernt und zerstört – trug die Inschrift:
Schloss Dobbin wurde nach dem Kriegsende enteignet, angezündet und 1945 abgerissen.
Auf Veranlassung seiner Familie wurde Deterding 1968 nach Liechtenstein umgebettet und 2022 nach St. Moritz (Schweiz). 